# Molí del Nadal
El Molí del Nadal és una obra de Calldetenes (Osona) inclosa a l'Inventari del Patrimoni Arquitectònic de Catalunya.

## Descripció
Antic molí, més tard convertit en masia. És de planta rectangular, cobert a una única vessant que vessa les aigües cap a la façana orientada a ponent. Consta de planta baixa i el primer pis, el portal és rectangular amb llinda de pedra així com les finestres. Fent espona al portal principal, sobresurt un cos afegit, de construcció recent, amb un balcó a nivell del primer pis. A la part de llevant hi ha la bassa de la qual només queda el mur que protegia l'habitatge i l'obrador. Es pot observar encara un pou de tres metres de diàmetre i el carcabà del molí a la part de davant de la façana. És construït amb maçoneria, totxo i arrebossat al damunt. L'estat de conservació és mitjà.

## Història
Malgrat haver perdut la seva funció primitiva, dona la impressió d'haver estat un gran molí i per la gran cabuda de la bassa sembla que fes de torrent, fent saltar l'aigua en una petita indústria de ceràmica de tipus artesanal.